# 亚洲大洋洲局
亚洲大洋洲局（日语：アジア大洋州局）是日本外务省下属的机构（即内部部局）之一。2001年1月起由亚细亚局改组（欧亚局的大洋洲课也交由此单位管理）。现任局长为船越健裕。

## 职责
以确保亚洲大洋洲地区的安定、繁荣为自身目标，在负责地域的各个国家间构建未来的友好关系，在国际环境下实施地域別外交的基本方针，并且实行以下政策：
- 强化与亚洲东部地区各国的合作关系。
- 为朝鲜半岛的安定而努力。
- 以未来为目的推进日韩关系。
- 以未来为目的推进日中关系。
- 强化和太平洋地区各国的友好关系。

## 变迁
- 2006年4月，设立中国课日中经济室。
- 2006年8月，新设立南亚部，将东南亚和南亚相关事务移交给该部处理。
- 2008年7月，中国课改名为中国·蒙古课。
- 2011年1月，由亚细亚局改组，此局设立。
- 2012年8月，日中经济室的中国·蒙古课改組，分出中国·蒙古第二课。
- 2018年7月，東北亞課改組，分設成東北亞第一課及東北亞第二課。東北亞第一課負責韓國情勢及日韓合作，東北亞第二課負責北韓情勢及日韓關係。

### 结构／幹部
(以2015年1月26日起)
- 局长 - 伊原純一
- 審議官 - 下川真樹太 (兼任南亞部審議官)
- 參贊 - 瀧崎成樹／鈴木秀生 (兼任北美局參贊)
- 地域政策课 - 安藤俊英
- 亞洲青少年交流室 - 河上淳一
  - 外地整理室 - 不明
  - 中国・蒙古一课 - 植野篤志
    - 地域调整官 - 川田勉

  - 中国・蒙古二課 - 島口丈裕
  - 东北亚课 - 小野啟一
    - 地域调整官 - 喜多律夫 (兼任日韓交流室)
    - 日韩经济室 - 山口大治
    - 日韓交流室 - 同上

  - 大洋洲课 - 和日幸浩
    - 企劃官 - 溝淵將史

  - 南亚部 - 山田瀧雄
    - 審議官 - 同上／山上信吾 (兼任綜合外交政策局審議官)／佐藤達夫 (兼任經濟局審議官)／水越英明 (兼任地球規模課題審議官組織參贊)
    - 东南亚第一课 - 岩本桂一
    - 东南亚第二课 - 熊谷直樹
      - 地域调整官 - 加藤義治

    - 西南亚课 - 前田未央
      - 地域调整官 - 多賀政幸

## 历任局长
- 上村伸一（1945年上任，政务局长）
- 安藤義良（1945年上任，政务局长）
- 岡崎勝男（1946年上任，总务局长）
- 太田一郎（1947年上任，总务局长）
- 朝海浩一郎（1948年上任，总务局长）
- 大野勝巳（1948年上任，总务局长）
- 大野勝巳（1949年改称政务局长）
- 島津久大（1949年上任，政务局长）
- 倭島英二（1951年上任，亚洲局局长）
- 中川融（1953年上任，亚洲局局长）
- 板垣修（1957年上任，亚洲局局长）
- 伊関佑二郎（1959年上任，亚洲局局长）
- 後宮虎郎（1962年上任，亚洲局局长）
- 小川平四郎（1966年上任，亚洲局局长）
- 須之部量三（1968年上任，亚洲局局长）
- 吉田健三（1972年上任，亚洲局局长）
- 高島益郎（1973年上任，亚洲局局长）
- 中江要介（1975年上任，亚洲局局长）
- 柳谷謙介（1978年上任，亚洲局局长）
- 木内昭胤（1980年上任，亚洲局局长）
- 橋本恕（1983年上任，亚洲局局长）
- 後藤利雄（1984年上任，亚洲局局长）
- 藤田公郎（1986年上任，亚洲局局长）
- 長谷川和年（1988年上任，亚洲局局长）
- 谷野作太郎（1989年上任，亚洲局局长）
- 池田維（1992年上任，亚洲局局长）
- 川島裕（1994年上任，亚洲局局长）
- 加藤良三（1995年上任，亚洲局局长）
- 阿南惟茂（1997年上任，亚洲局局长）
- 槇田邦彦（上任年不详，亚洲局局长，后改称亚洲大洋洲局局长）
- 田中均（2001年上任，亚洲大洋洲局局长）
- 薮中三十二（2002年上任，亚洲大洋洲局局长）
- 佐佐江贤一郎（2005年上任，亚洲大洋洲局局长）
- 斋木昭隆（2008年上任，亚洲大洋洲局局长）
- 杉山晋輔（2011年上任，亚洲大洋洲局局长）
- 伊原純一（2013年上任，亚洲大洋洲局局长）
- 石兼公博（2015年上任，亚洲大洋洲局局长）
- 金杉憲治（2016年上任，亚洲大洋洲局局长）
- 滝崎成樹（2019年上任，亚洲大洋洲局局长）
- 船越健裕（2020年上任，亚洲大洋洲局局长）
- 鯰博行（2023年上任）